# Státní terorismus
Státní terorismus znamená terorismus, který je podporován či prováděn vládou nějakého státu proti občanům jím ovládaného území. Kořeny pojmu – a pojmu terorismu vůbec – lze najít v období jakobínské hrůzovlády (francouzsky la Terreur) v revoluční Francii let 1793–1794. V pozdějších dobách byl pojem užíván například pro metody Hitlerova a Stalinova státu.

## Druhy státního terorismu
Odborníci na zahraniční politiku, Michael Stohl a George A. Lopez, ve své knize z roku 1988 klasifikují státní terorismus na tři druhy.
- 1. Donucovací teroristická diplomacie (diskrétní a ovládaná, nepodrobení je nepřípustné)
- 2. Skrytý státní terorismus
  - a) Tajný státní terorismus (přímá spoluúčast státu, např. oslabit vlády nebo zastrašovat jiné státy nebo jejich představitele)
  - b) Státem sponzorovaný terorismus („stát nebo soukromé skupiny jsou zaměstnány v podnikání teroristické činnosti ve jménu sponzorujícího státu.“)
- 3. „Náhradní“ terorismus (asistence jiného státu nebo skupiny, která vylepšuje jeho schopnost praktikovat terorismus)
  - a) Státem sponzorovaný
  - b) Státem „požehnaný“ (odsouhlasený, s tichou podporou) (např. skupina podniká terorismus a není výslovně podporována státem, ale ani ne odsuzována)